# Legendarium (libros)
Legendarium es una serie de cuatro libros de narraciones de diversos autores compilada por los escritores Javier Pellicer Moscardó y Rubén Serrano Calvo, y publicada por Tombooktu, un nuevo sello de la editorial Nowtilus.
La colección, que recoge un total de veintiséis relatos basados en leyendas populares y urbanas de diversos lugares de la geografía española, cuenta con la participación de escritores como Ivan Mourin Rodríguez, Javier Cosnava, David Jasso, Juan Ángel Laguna Edroso, Pedro Escudero Zumel, Ángel Villán…
Las historias de estos cuatro  volúmenes se inspiran tanto en leyendas y personajes del folklore tradicional (como la Xana, las  meigas, el brujo de Bargota, la Encantada, El vampiro de Borox o la propia Muerte), como en historias ficticias contemporáneas (supuestos lugares encantados, recetas mágicas, la autoestopista fantasma…), incluyendo también algunas figuras o hechos reales convertidos en leyenda, como las Caras de Bélmez, el loco del bisturí, san Pascual Bailón, la Virgen de la Paloma de Madrid o el Sacamantecas.
El primer volumen de Legendarium fue uno de los cinco primeros títulos con los que el sello Tombooktu comenzó su andadura y se dio a conocer en la 71.ª edición de la Feria del Libro de Madrid.

## Volúmenes
La antología está compuesta por cuatro volúmenes:

### Legendarium I. Cuentos de fantasmas, asesinos y sacamantecas[8]
- ¿Quién duerme bajo tu cama?, de Iván Mourin
- El teléfono, de David Jasso
- El loco del bisturí, de Ángel Villán.
- La masía, de Pedro L. López.
- La virgen de la Paloma, de Nuria C. Botey
- Mariquilla, de Tony Jiménez.
- La estaca, de Anna Morgana Alabau

### Legendarium II. Brujas, duendes y espíritus atormentados[9]
- La magia más antigua, de Javier Cosnava
- La fuente de San Benito, de María Delgado
- Una noche, en Oroel, de Juan Ángel Laguna Edroso
- El puente del beso, de Ana Morán
- De anxeliños y cruceiros, de Gervasio López
- Los amantes de piedra, de Rubén Serrano

### Legendarium III. Reyes, caballeros y doncellas[10]
- La doncella soldado, de Raelana Dsagan
- Leyendas de Mursiya, de Víctor Morata Cortado
- El secreto de Madinat al-Zahra, de Luisa Fernández
- Tres caramelos, de J. J. Castillo
- La Cueva de la Mora, de Carolina Pastor, Raelana Dsagan y Pedro Escudero
- La leyenda del Rat Penat, de Javier Pellicer Moscardó

### Legendarium IV. Vampiros, aquelarres y fuerzas del mal[11]
- El ataúd, de José Luis Cantos
- La Atalaya de las Almas, de Cristina Puig
- El cura mago de Bargota, de David Marugán
- Una parca labor, de Elena Montagud
- Las Caras de Bélmez, de José Alberto Arias Pereira
- ¡Umbrales!, de Mikel Rodríguez
- Las damas del lago, de Julián Sánchez Caramazana